# Jesus kär, jag kommer nu till dig
Jesus kär, jag kommer nu till dig är en sång med text skriven före 1899 av Theodor Janson och musik från 1890 av Herbert Booth. 

## Publicerad i
- Frälsningsarméns sångbok 1968 som nr 681 under rubriken "Barn och ungdom".
- Frälsningsarméns sångbok 1990 som nr 463 under rubriken "Ordet och bönen".